# Леонидовское сельское поселение (Смоленская область)
Леони́довское се́льское поселе́ние — муниципальное образование в составе Ельнинского района Смоленской области России.
Административный центр — деревня Шарапово.
Главой Администрации поселения является Малахова Светлана Михайловна.

## Географические данные
- Расположение: западная часть Ельнинского района
- Граничит:
  - на севере — с Рождественским сельским поселением
  - на северо-востоке — с Ельнинским городским поселением
  - на востоке — с Новоспасским сельским поселением
  - на юге — с Малышевским сельским поселением
  - на западе — с Глинковским районом
- По территории поселения проходят автодороги Р137 Сафоново — Рославль и Р96 Новоалександровский(А101) — Спас-Деменск — Ельня — Починок.
- По территории поселения проходит железная дорога Смоленск — Сухиничи, имеется станция: Дёмщино.
- Крупные реки: Десна, Ужа, Стряна.

## История
Образовано Законом Смоленской области от 20 декабря 2004 года. 
Законом Смоленской области от 25 мая 2017 года в Леонидовское сельское поселение 5 июня 2017 года были включены все населённые пункты упразднённых трёх сельских поселений: Малышевского, Мутищенского и Новоспасского.

## Население
| 2011  | 2012  | 2013  | 2014  | 2015 | 2016 | 2017 |
| ----- | ----- | ----- | ----- | ---- | ---- | ---- |
| 729   | ↘705  | ↘685  | ↘670  | ↘667 | ↘651 | ↘627 |
| 2018  | 2019  | 2020  | 2021  |      |      |      |
| ↗1552 | ↘1487 | ↘1455 | ↘1271 |      |      |      |

## Населённые пункты
На территории поселения находится 68 населённых пунктов:
| №  | Населённый пункт  | Тип     | Население |
| -- | ----------------- | ------- | --------- |
| 1  | Андреевское       | деревня | 2         |
| 2  | Бабичи            | деревня | 13        |
| 3  | Барсуки           | деревня | 4         |
| 4  | Бибирево          | деревня | 14        |
| 5  | Битяково          | деревня | 10        |
| 6  | Богодилово        | деревня | 0         |
| 7  | Большое Павлово   | деревня | 26        |
| 8  | Вербилово         | деревня | 14        |
| 9  | Волково-Егорье    | деревня | 11        |
| 10 | Высокое           | деревня | 137       |
| 11 | Гурьево           | деревня | 2         |
| 12 | Дёмщино           | деревня | 212       |
| 13 | Дрогинино         | деревня | 5         |
| 14 | Заполье           | деревня | 23        |
| 15 | Зубаревка         | деревня | 6         |
| 16 | Зубово            | деревня | 26        |
| 17 | Иванёво           | деревня | 6         |
| 18 | Коситчено         | деревня | 80        |
| 19 | Костылево         | деревня | 0         |
| 20 | Лапино            | деревня | 132       |
| 21 | Леонидово         | деревня | 31        |
| 22 | Леоново           | деревня | 90        |
| 23 | Липня             | деревня | 33        |
| 24 | Луки              | деревня | 65        |
| 25 | Лысовка           | деревня | 5         |
| 26 | Максаки           | деревня | 17        |
| 27 | Малое Павлово     | деревня | 184       |
| 28 | Малышевка         | деревня | 0         |
| 29 | Милеево           | деревня | 0         |
| 30 | Мишуково          | деревня | 0         |
| 31 | Нешево            | деревня | 7         |
| 32 | Никиточкино       | деревня | 15        |
| 33 | Новое Мутище      | деревня | 0         |
| 34 | Новое Щербино     | деревня | 17        |
| 35 | Новоселье         | деревня | 18        |
| 36 | Новоспасское      | деревня | 49        |
| 37 | Оболоновец        | деревня | 3         |
| 38 | Озеренск          | деревня | 3         |
| 39 | Орлы              | деревня | 0         |
| 40 | Передельники      | деревня | 1         |
| 41 | Петрово           | деревня | 5         |
| 42 | Петуховка         | деревня | 12        |
| 43 | Погорное          | деревня | 8         |
| 44 | Ревячка           | деревня | 0         |
| 45 | Ренда             | деревня | 1         |
| 46 | Ржавец            | деревня | 16        |
| 47 | Садки             | деревня | 2         |
| 48 | Светилово         | деревня | 0         |
| 49 | Седлецкий Починок | деревня | 0         |
| 50 | Селиба            | деревня | 61        |
| 51 | Сигарево          | деревня | 0         |
| 52 | Скоково           | деревня | 4         |
| 53 | Средний Починок   | деревня | 0         |
| 54 | Старое Мутище     | деревня | 266       |
| 55 | Старое Щербино    | деревня | 19        |
| 56 | Старшевка         | деревня | 16        |
| 57 | Строина           | деревня | 2         |
| 58 | Сухой Починок     | деревня | 0         |
| 59 | Токарево          | деревня | 0         |
| 60 | Угрица            | деревня | 5         |
| 61 | Фёдоровка         | деревня | 19        |
| 62 | Филатка           | деревня | 0         |
| 63 | Холм              | деревня | 0         |
| 64 | Хохловка          | деревня | 0         |
| 65 | Шарапово          | деревня | 274       |
| 66 | Шатьково          | деревня | 11        |
| 67 | Шевелево          | деревня | 0         |
| 68 | Щеплево           | деревня | 5         |

## Экономика
2 сельхозпредприятия.